# المنطقة الشمالية العسكرية (مصر)
المنطقة الشمالية العسكرية هي إحدى المناطق الأربع العسكرية للقوات المسلحة المصرية ويقع مقرها بالإسكندرية.

## القوات الرئيسية
- الفرقة 3 مشاة ميكانيكي:[1]
  - قيادة الفرقة 3 مشاة ميكانيكي (قيا فر ٣ مش ميكا).

## المنشآت التابعة
- قاعدة محمد نجيب العسكرية.[2]

## قادة المنطقة
- لواء أركان حرب / ياسر الخطيب.[3]
- لواء أركان حرب / هشام حسني (2023 - 2025).[4]
- لواء أركان حرب / وليد حمودة (2023 - 2023).[5]
- لواء أركان حرب / أسامة صلاح نجا (2022 - 2023).[6]
- لواء أركان حرب / فهمي هيكل (2021 - 2022).[7]
- لواء أركان حرب / ياسر الأسريجي (2020 - 2021).[8]
- لواء أركان حرب / خالد شوقي ( - 2020).[9]
- لواء أركان حرب / علي عادل عشماوي (2017 - ).[10]
- لواء أركان حرب / محمد لطفي (2016 - 2017).[11][12][13]
- لواء أركان حرب / محمد سالمان الزملوط (2014 - 2016).[14][15]
- لواء أركان حرب / سعيد عباس (2013 - 2014).[16][17]
- لواء أركان حرب / جمال شحاتة (2012 - 2013).[18]
- لواء أركان حرب / نبيل فهمي (2010 - 2012).[19]
- لواء أركان حرب / عبد الفتاح السيسي (2008 - 2009) «ترقى حتى وصل إلى رتبة مشير وشغل منصب وزير الدفاع، ويشغل حالياً منصب رئيس الجمهورية».[20]
- لواء أركان حرب / حسن الرويني (2005 - 2008).[20][21]
- لواء أركان حرب / سامي أبو العطا دياب (2004 - 2005).[21][22]
- لواء أركان حرب / فؤاد سند ( - 2004).[22]
- لواء أركان حرب / مصطفي عبد اللطيف.[23]
- لواء أركان حرب / سمير خلف الله همام (2001 - ).[24]
- لواء أركان حرب / محمد ماجد فرج ( - 2001).[25]
- لواء أركان حرب / علي توفيق غزي.[26]